# Moirans
Moirans è un comune francese di 7 883 abitanti situato nel dipartimento dell'Isère della regione dell'Alvernia-Rodano-Alpi.
Era una delle città importanti dell'antica provincia francese del Grésivaudan.

## Società

### Evoluzione demografica
Abitanti censiti